# Cachirulo

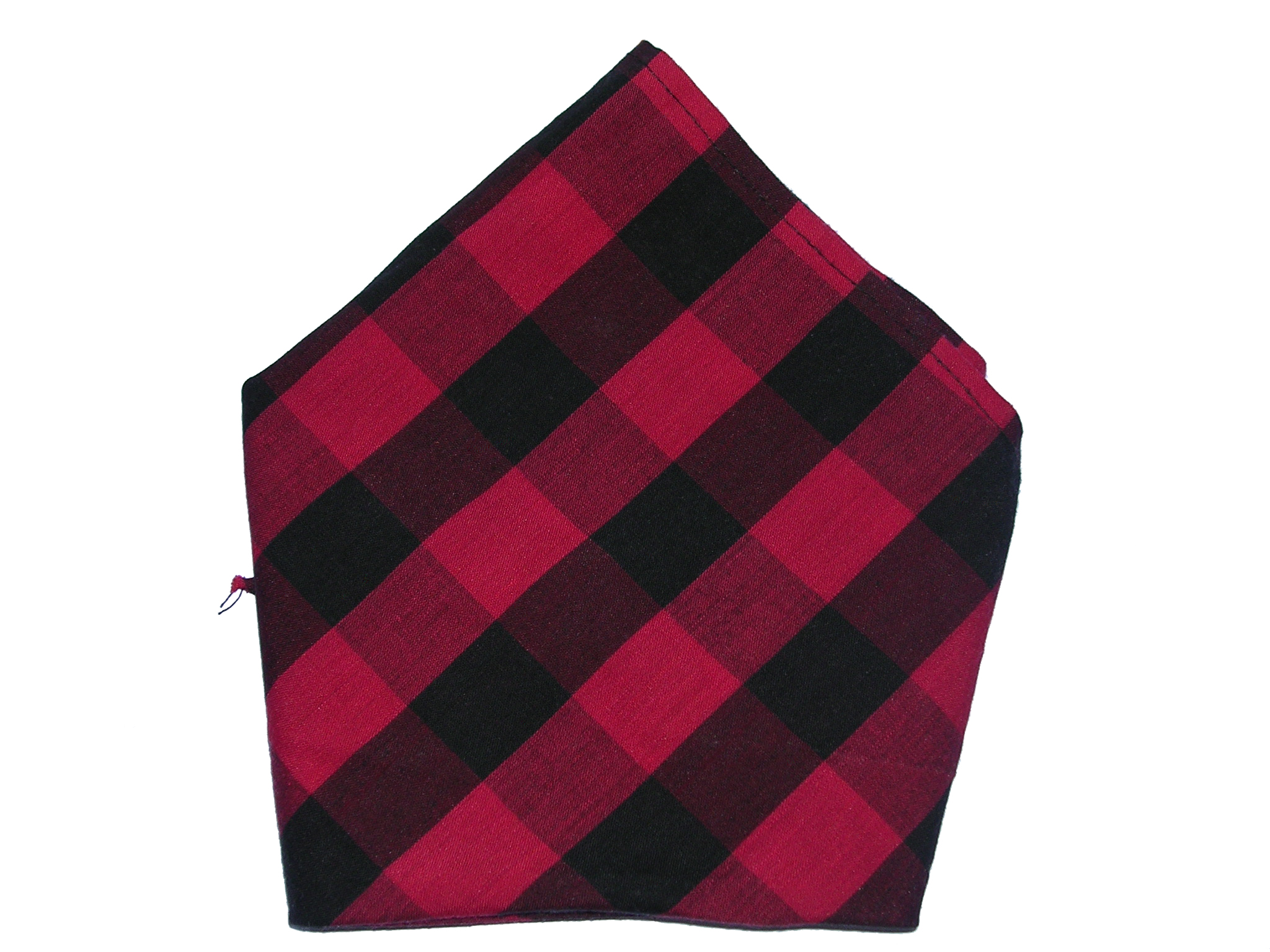
Cachirulo plegat.

El «cachirulo» (paraula escrita en castellà, per ser una peça de vestir típica aragonesa) és una peça clàssica i distintiva del vestit masculí tradicional aragonès. Consisteix en un mocador de colors que va plegat i nugat en el cap del baturro encara que sense cobrir-la per complet sinó envoltant-li l'enfront de manera de faixa.
El cachirulo o mocador coronari té un origen clarament musulmà i va ser conservat pels moriscs fins al segle xvii.
El model més popularitzat en l'actualitat és el format per quadres vermells i negres. No obstant això, tradicionalment la tipologia era molt variada, des d'altres combinacions de colors com a blaus i negres o morats i negres, fins a cachirulos llisos, a ratlles o amb flors. Els cachirulos morats i negres normalment se solen associar amb la província de Terol.
Existeixen dues formes de nugar-lo, la més estesa que consisteix en embolicar el cap format un nus a un costat, i la tradicional de Sobrarbe, que consisteix a embolicar tot el cap des de darrere formant un recollit horitzontal sobre el front.

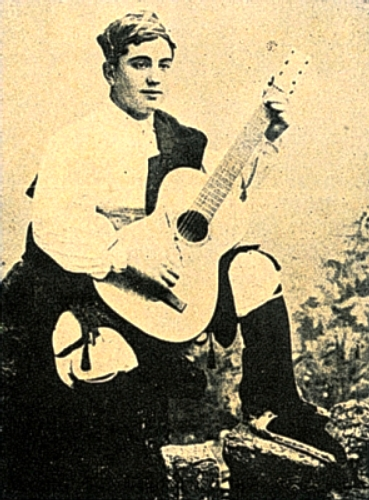
Jotero amb un cachirulo.

Aquests mocadors són característics del vestit clàssic de jotero que no és sinó una simplificació del vestit tradicional agricultor. No obstant això, el vestit tradicional aragonès és molt variat depenent tant del seu origen geogràfic (Echo, Ansó, Ribargorça, Gistaín, etc.) com del seu ús i classe social. Així es distingeixen els vestits de comunió, de festa, de pagès, etc. Per tant, existeix un gran nombre de mocadors diferents que formen part dels diversos vestits podent ser de qualsevol altre color, fins i tot negre (propi d'homes d'edat), o estampat.
Recentment, el cachirulo és una peça que s'ha popularitzat com a identificativa de les festes del Pilar en portar-ho els joves nuat al coll com a element decoratiu. També l'usen homes i dones, no necessàriament han de portar el vestit de baturro.